# Afroptilum sudafricanum
Afroptilum sudafricanum is een haft uit de familie Baetidae. De wetenschappelijke naam van de soort is voor het eerst geldig gepubliceerd in 1924 door Lestage.
De soort komt voor in het Afrotropisch gebied.